# Joel Robles
Joel Robles Blázquez (Getafe, 17 de junho de 1990),é um futebolista espanhol que atua como goleiro. Atualmente joga no Al-Qadsiah.

## Carreira
Joel Robles começou a carreira no Atlético de Madrid C.

## Títulos
Atlético Madrid
- Liga Europa da UEFA: 2009–10
- Supercopa da UEFA: 2010

Wigan Athletic
- Copa da Inglaterra: 2012–13

Real Betis
- Copa do Rei: 2021–22